# La cançó popular
La cançó popular és una obra de l'escultor català Miquel Blay emplaçada a la façana del Palau de la Música Catalana que dona als carrers de Sant Pere Més Alt i d'Amadeu Vives de Barcelona.

## Descripció
És un alt relleu irregular de 5 m d'alt amb un curiós emplaçament: es troba integrat a la columna de l'angle de l'edifici i per la part baixa forma part de la barana de la balconada que envolta el Palau. Presentada el 8 de desembre de 1909, el grup escultòric ha estat comparat a la proa d'un vaixell. El conjunt al·legòric, d'un alt simbolisme conceptual, és considerada l'obra de referència de l'autor i la seva estètica, així com una obra cabdal del Modernisme. La donzella, que representa la cançó, és acompanyada per personatges de diferents edats i oficis que representen el poble català, del qual sorgeix la música tradicional; tot ells sota la protecció de Sant Jordi, patró de Catalunya.
Cal comentar que l'edifici només tenia dues façanes en forma de cantonada i la seva situació especial en l'entorn urbà va requerir una actuació especialment hàbil. L'arquitecte Domènech i Montaner, va concebre l'obra com una façana contínua per donar grandiositat a l'edifici. Encertadament, el grup escultòric de Miquel Blay marca el centre d'interès en l'angle i ajuda a aconseguir la continuïtat i l'efecte que la façana porxada envaeix el lateral. El mateix vèrtex, per ser el punt clau d'atenció, es troba coronat amb l'anagrama de l'entitat i la torre més alta de tot el conjunt.
Les primeres notícies que hi ha de l'encàrrec del relleu apareixen en una carta que Domènech i Montaner envià, l'any 1905, des de Canet de Mar a Miquel Blay, quan encara aquest residia a París:
Canet de Mar, 1 d'Agost 1905
Sr. Miquel Blay
Estimat amich:
| « | He estat molt temps fora de Barcelona y malalts aquí a Canet á la tornada. No estranyi doncs la tardansa en contestarli.(…) L'assumpto de la esculptura de la cantonada del Orfeó es el següent, referit al croquis publicat pels diaris que'l Sr. Cabot me diu que V. té y que sino li enviarà: De la acolada que remata l'arch del pilar ne surt una figura de la música popular catalana, fusa la figura per la part de baix en l'arch y exenta casi ó arrimada á la brana pel cos. Voltan á la figura destacantse com a fons d'aquesta en posicions lliures els cantaires y las noyas del orfeó y per damunt del grupo y adossat á la cantonada s'alsa en actitud protestora St. Jordi patró de Catalunya. En els carquinyolis dels archs inferiors hi ha també. molt sortints, una sèrie de caps simetricaments distribuïts que recordan també coristas. Pera fer el bocet me sembla que ab aquest argument y la taca del croquis ne tindrè prou. No obstant per si ho creu convenient li enviarem croquis de secció y plana á mida. Avuy dono ordre de qu'ls fassin y els hi enviin. | » |

Ja ho sap com sempre de V.afm. amich y admirador,
Lluís Domènech
Com es pot constatar, l'arquitecte ja tenia una idea molt clara de com havia de ser el relleu emblemàtic de l'entitat, tant per simbologia i composició, com també pel que fa als aspectes més tècnics del modelat. Joaquim Cabot i Rovira, aleshores president de l'Orfeó Català, que coneixia Miquel Blay des de molt abans, va ésser la persona de contacte entre els dos artistes. Concretament, se sap que el 1896, Cabot i Rovira va visitar l'estudi de l'escultor a París i ja aleshores va manifestar la seva admiració per l'artista.
Segons l'anotació del mateix Blay en una agenda de butxaca de 1905, l'escultor va començar un esbós del relleu el dia 4 de novembre, del qual només es conserva en fotografia. L'any següent en faria un altre, realitzat en guix, amb unes mides de 75 x 48 x 31 cm que es troba al Museu de la Pesca, hereu del museu Cau de la Costa Brava, amb num. inv. 0365. Hi trobem representat un fragment d'un edifici amb una balconada, sobre la qual es disposen en forma de triangle una sèrie de volums, insinuant personatges poc definits.

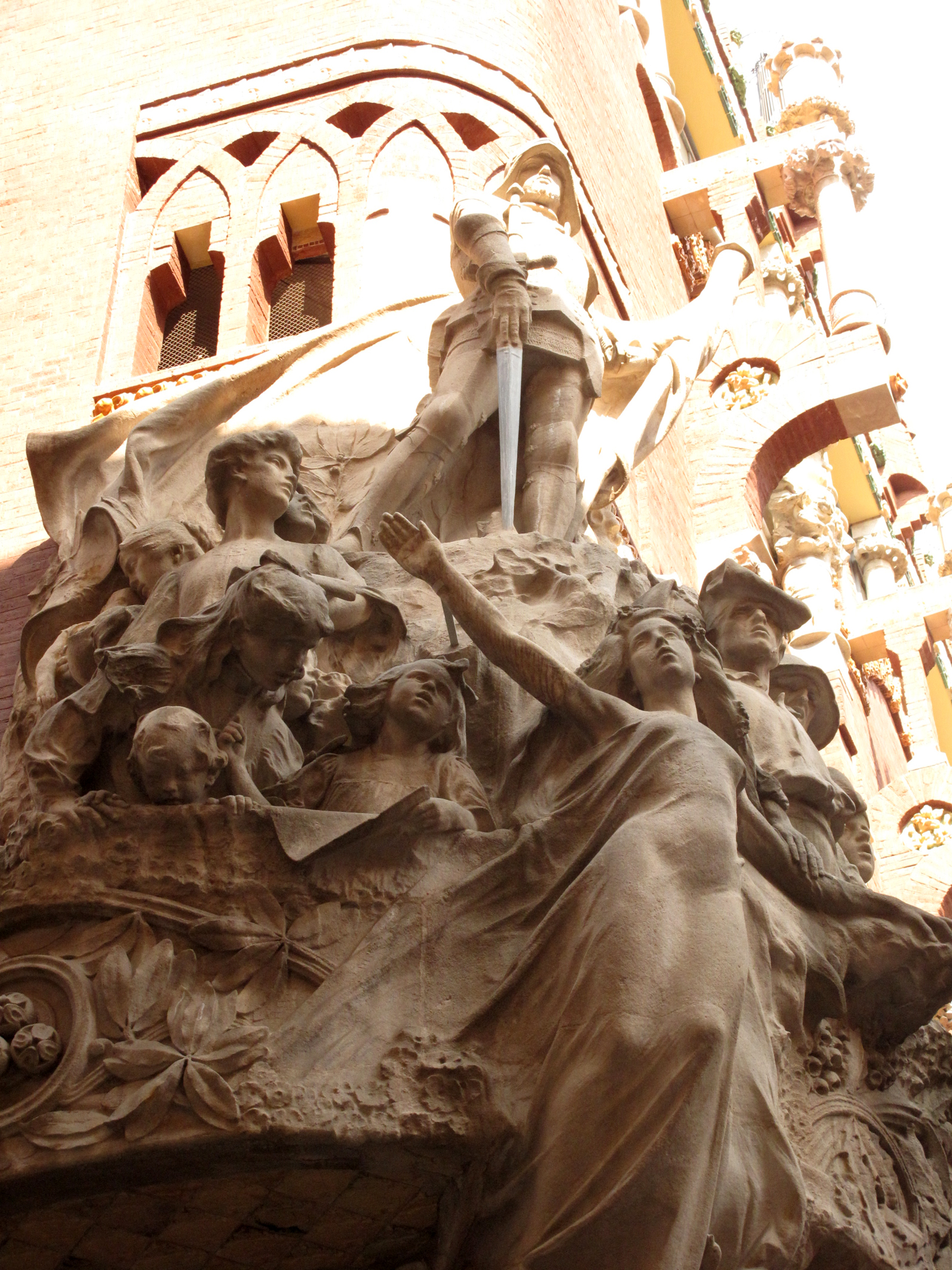
Palau de la Música, La cançó popular catalana, de Miquel Blay

La composició del relleu definitiu, que Blay modelarà a escala reduïda al seu estudi de Madrid, segueix l'esquema del segon esbós. A la part central del relleu figura l'escut de Barcelona. Per cada costat de l'escut en direcció ascendent, en sorgeixen volades d'ocells que en arriben fins a la barana de l'edifici. Just a l'angle d'aquesta barana es troba una noia amb túnica i cabells llargs, amb el braç dret aixecat, que és l'al·legoria de la cançó. Darrere aquesta noia hi ha diversos grups de personatges: a la dreta, un grup de pagesos catalans i, al seu darrere, un grup de pescadors. Un dels pagesos agafa pel braç a la noia central i aquesta, la cançó, es troba relacionada amb el poble; és en aquest moment quan esdevé cançó popular. Els mariners i els pescadors són els que transportaran per tot el món les velles i poètiques cançons populars.
A la part esquerra de la noia hi ha un grup femení, amb unes noies que llueixen vestits de gala i d'altres amb roba més senzilla, i també uns infants. Aquests personatges representen membres de la societat catalana, mares i noies, que mantindran vives per sempre aquests cançons tradicionals. En aquest grup, mig tapat per la bandera, hi ha una al·legoria de la coneguda cançó popular El noi de la mare.
Finalment al d'amunt de tot el conjunt, com a protector i patró, el cavaller Sant Jordi, símbol del llegat espiritual del poble català, aguanta amb la mà esquerra la bandera abans esmentada i amb l'altra mà manté al seu davant una espasa dreta. La signatura de Miquel Blay figura al vestit de la noia sobre l'escut inferior a la part dreta. A sota d'aquest escut es pot llegir la següent inscripció: Donatiu de l'Excel·lentíssim Senyor / Joaquim de Càcer i de Amat / Marqués de Castellbell / Abril de 1907.
Joaquim Cabot i Rovira com a president de l'Orfeó Català havia demanat al marqués de Castellbell la seva aportació per al Palau de la Música Catalana que s'estava construint a Barcelona i el Sr. Joaquim de Càcer accedí a costejar i a donar a l'Orfeó el grup al·legòric.

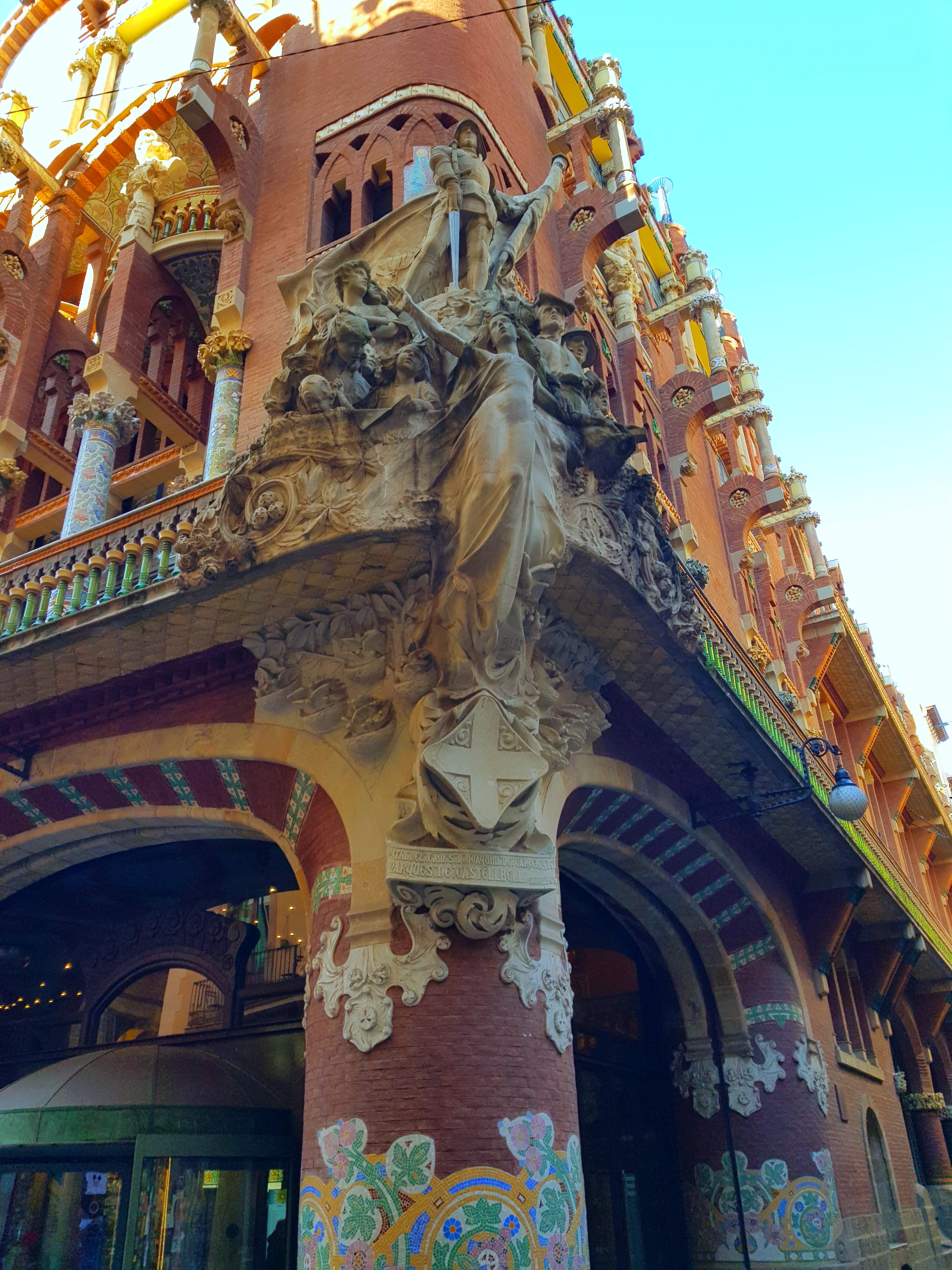
La cançó popular de Miquel Blay en el context de la Façana primitiva del Palau de la Música Catalana.

El compromís d'encàrrec de l'obra es signà el 31 de desembre de 1906, prèvia presentació d'un petit esbós com a model. Així tot el pressupost de l'obra fou sufragat pel marqués de Castellbell. El pressupost amb el qual va comptar l'obra era d'11.000 pessetes, de les quals 5.000 anirien per al seu creador, Miquel Blay, per l'execució del model a meitat de la seva grandària, tot i que al final el farà a un terç de la seva mida real). Aquestes serien cobrades de la següent manera: 1.500 ptes. en el moment de l'encàrrec del model; 1.000 ptes. el dia 15 de febrer següent; 1.000 ptes. alhora de la presentació del model ja acabat i les altres 1.500 ptes en el moment d'instal·lar el grup escultòric en la façana del Palau. Les altres 6.000 pessetes restants van anar destinades a pagar a Frederic Bechini, propietari dels tallers on es va portar a terme el procés d'ampliació al format corresponent a la façana amb pedra blanca de Montjuïc. Segons el document d'execució, el model original es lliuraria a l'Excel·lentíssim Sr. Marqués de Castellbell.
El relleu presenta un model molt acurat, ple de rics detalls i textures. Cal destacar un cert realisme idealitzant en els personatges, mentre d'altres són més austers; així com la presència d'algunes corbes dinàmiques en la composició, com la túnica i els cabells de la noia central, així com la bandera de Sant Jordi. Les figures es troben modelades en alt relleu, i fins i tot exemptes, s'esfumen en una massa posterior de flors i llum.
Miquel Blay va modelar el relleu de l'obra a Madrid, just quan s'hi acabava d'instal·lar. L'obra la va finalitzar a la fi de la seva etapa francesa; etapa on es poden observar més realitzacions que presenten estètiques més renovadores i amb un grau elevat d'uniformitat.
Enric Jardí cita aquesta peça com l'obra senyera de Miquel Blay, i fins i tot, l'exemple cabdal del modernisme català.